# يوليوس فين
يوليوس فين (بالإنجليزية: Julius Finn)‏ هو لاعب شطرنج أمريكي، ولد في 28 أبريل 1871 في Šakiai District Municipality ‏ في ليتوانيا، وتوفي في 6 ديسمبر 1931 في نيويورك في الولايات المتحدة.

## وصلات خارجية
- يوليوس فين على موقع مباريات الشطرنج (الإنجليزية)
- يوليوس فين على موقع 365Chess.com (الإنجليزية)